# Río Aurra
El río Aurra es un río Colombiano, perteneciente al departamento de Antioquia, nace en el municipio de San Pedro de los Milagros, en el corregimiento de Llano de Ovejas a 3000 m s. n. m. y desemboca en el río Cauca en el municipio de Sopetrán a 450 m s. n. m..

## Cuenca
La cuenca del río Aurra tiene 23698 hectáreas, nace en lo alto de la cordillera de Ovejas, al suroeste de  San Pedro de los Milagros en límites con el municipio de Bello, discurre casi paralelo a la carretera que de San Pedro conduce a Medellín y luego toma curso hacia el occidente, donde se despeña hacia el municipio de San Jerónimo, y se convierte en la principal corriente hídrica del municipio, luego pasa a territorios de Sopetrán y allí entrega sus aguas al río Cauca.
La cuenca del Aurra tiene una buena oferta hídrica principalmente en los municipios de San Pedro y San Jerónimo, al descender hacia Sopetrán, presenta una disminución de la oferta a su paso por el Desierto de Occidente, ya que allí prácticamente deja de recibir afluentes.
Los principales usos que se le dan a las aguas del río Aurra son agrícolas y acuícolas; sin embargo, varios de sus afluentes surten acueductos importantes en los 3 municipios por los que discurre, lo cual lo convierte en una cuenca estratégica para el departamento de Antioquia.
El río Aurra es además intervenido en la zona turística de San Jerónimo por medio de complejos recreativos que usan sus aguas para la pesca deportiva y los balnearios; además posee en el flanco de la cordillera, un salto de agua de importantes dimensiones que puede ser visto desde muchos lugares del occidente antioqueño dada su gran envergadura.